# Nausibius brevicornis
Nausibius brevicornis es una especie de coleóptero de la familia Silvanidae.

## Distribución geográfica
Habita en Guatemala.